# Faiblesse humaine
Pour plus de détails, voir Fiche technique et Distribution.
Faiblesse humaine (Sadie Thompson) est un film américain muet réalisé par Raoul Walsh, sorti en 1928. Il a été nommé à deux reprises aux Oscars du cinéma.

## Synopsis
Sadie Thompson est une prostituée exilée sur une île du Pacifique, à Pago Pago. Elle pense redémarrer une nouvelle vie avec le sergent O'Hara, mais Davidson, un missionnaire, la harcèle par ses discours puritains et voudrait la renvoyer à San Francisco.

## Fiche technique
- Titre original : Sadie Thompson

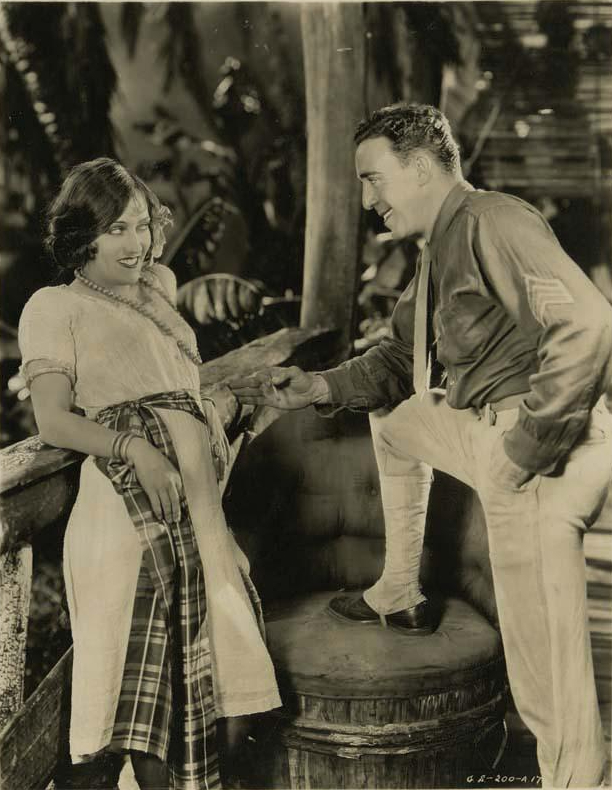
Gloria Swanson et le réalisateur Raoul Walsh sur le plateau de tournage.

- Titre français : Faiblesse humaine
- Réalisation : Raoul Walsh
- Scénario et adaptation : Raoul Walsh d'après la pièce Rain de John Colton et Clemence Randolph, adaptée de la nouvelle Miss Thompson de William Somerset Maugham
- Intertitres : C. Gardner Sullivan
- Direction artistique : William Cameron Menzies
- Photographie : George Barnes, Robert Kurrle et Oliver T. Marsh
- Montage : C. Gardner Sullivan
- Production : Raoul Walsh et Gloria Swanson
- Société de production : Gloria Swanson Productions
- Société de distribution : United Artists
- Pays de production :  États-Unis
- Langue originale : anglais
- Format : noir et blanc — 35 mm — 1,37:1 — film muet
- Genre : drame
- Durée : 97 minutes
- Date de sortie :
  - États-Unis : 7 janvier 1928

## Distribution
- Gloria Swanson : Sadie Thompson
- Lionel Barrymore : Alfred Davidson
- Blanche Friderici : Mme Alfred Davidson
- Charles Lane : Dr Angus McPhail
- Florence Midgley : Mme Angus McPhail
- James A. Marcus : Joe Horn
- Sophia Artega : Ameena
- Will Stanton : quartier-maître Bates
- Raoul Walsh : sergent Timothy « Tim » O’Hara

## Distinctions
Le film fut nommé aux Oscars deux fois : pour la meilleure actrice (Gloria Swanson) et pour la meilleure photographie (George Barnes).